# Nicolas Camille Flammarion
Nicolas Camille Flammarion, francoski astronom in pisatelj, * 26. februar 1842, Montigny-le-Roi, Haute-Marne, Francija, † 3. junij 1925, Juvisy-sur-Orge, Francija.

## Življenje in delo
Flammariona je že zelo zgodaj privlačila astronomija. Kot mladenič je napisal dolgo razpravo o Vesolju. Rokopis je videl njegov zdravnik in se mu je zdel tako dober, da mu je leta 1858 pomagal dobiti mesto na Observatoriju v Parizu, kjer je delal dolgo časa.
Bil je ustanovitelj in prvi predsednik Francoskega astronomskega društva (Société Astronomique de France), ki je od leta 1887 izdajalo neodvisno revijo BSAF (Bulletin de la Société astronomique de France). Januarja 1895 po trinajstih zvezkih revije L'Astronomie in osmih BSAF sta se reviji združili v bilten Društva L'Astronomie. Prvi bilten so oštevilčili z 9, tako so ohranili številčenje BASF, vendar so se številke od 9 do 13 biltena L'Astronomie lahko nanašale tudi na prejšnjo revijo.
Pozneje je leta 1883 osnoval zasebni Observatorij v Juvisyju, katerega je vodil do smrti. Mnogokrat je letel z balonom in se vmešal v spor o kanalih na Marsu, ki ga je leta 1881 začel Schiaparelli. Z vsem srcem je bil na strani tistih, ki so zagovarjali obstoj kanalov in inteligentnega življenja na Marsu, življenja, ki bi bilo morda bolj razvito kot naše. Medtem je tudi poročal o spremembah v enem od Luninih kraterjev in trdil, da so nastale zaradi rastlinstva. Vneto je verjel, da so živa bitja na vseh svetovih.
Predlagal je imeni za Neptunov in Jupitrov naravni satelit Triton in Amaltejo, sprejeli pa so ju veliko let kasneje.
V poznejših letih, kar se ne smemo čuditi, se je začel ukvarjati z raziskavami parapsiholoških pojavov, duhovnosti in reinkarnacije. Njegove raziskave duhovnosti so vplivale tudi na njegovo pisanje s področja znanstvene fantastike. Bil je velik popularizator astronomije. Njegova knjiga Poljudna astronomija, ki je izšla leta 1879 in so jo leta 1894 prevedli v angleščino, je bila najboljša knjiga te vrste v 19. stoletju.
Njegova druga žena Gabrielle Renaudot je bila znana astronomka.
Napisal je še: Atlas Celleste, (1877); Catalogue Des Etoiles Doubles En Mouvement, (1878); Astronomie Siderale Les Phenomenes De La Foudre, (1905).

## Priznanja

### Poimenovanja
Po njem se imenujeta udarna kraterja na Luni (Flammarion) in na Marsu (Flammarion), ter asteroid glavnega asteroidnega pasu 1021 Flammario.